# Cincizeci de bătrâne
„Cincizeci de bătrâne” (în engleză Fifty Grand) este o povestire din 1927 a scriitorului american Ernest Hemingway.